# 東洋製糖
東洋製糖是台灣日治時期1907年成立的新式製糖會社，本社位在臺南州水上庄的南靖糖廠，勢力範圍分布在臺灣中南部及沖繩縣，下轄南靖、烏樹林、斗六、北港、月眉、烏日糖廠。東洋製糖在1927年因受到昭和金融恐慌影響，在1927年下半年被併入明治製糖、大日本製糖。

## 沿革

### 東洋製糖成立
日本的資金在日俄戰爭後，陸續湧入臺灣投資糖業，東洋製糖於是在此背景下成立。1907年2月1日，由德久恆範、臼井房吉、松原茂久、小栗富治郎等人創立「東洋製糖株式會社」，資本額500萬圓，由德久恆範擔任取締役會長，並找來原臨時臺灣糖務局事務官淺田知定擔任專務董事。東洋製糖在之後便著手在八掌溪北側的嘉義廳南靖庄設立能力1,000噸的新式粗糖製造工廠，期間曾因經費不足及資金存入銀行的小栗銀行破產，導致東洋製糖一時經營困難，但南靖工廠仍順利完工，並在1908年12月開始製糖作業。1911年12月，在南靖工廠南方的烏樹林庄設立750噸的工廠並開始作業。1914年8月，東洋製糖合併了在斗六經營分蜜粗糖工廠（500噸）和改良糖廍（300噸）的「斗六製糖株式會社」，而資本額增加至800萬圓。1915年1月，收購了賴尚文在嘉義東堡鹽館庄的改良糖廍（300噸），將其原料採取區域劃歸南靖工廠；同年3月，收購「北港製糖株式會社」，繼承了北港工廠（1,000噸）、月眉工廠（300噸），原料採取區域因此擴及臺灣中部，並同時增資至1,000萬圓，並成為當時台灣規模第二大的製糖會社。
自1915年9月，東洋製糖委託「嘉義製酒株式會社」以製糖產生的糖蜜製造酒精，並在1923年7月收購此酒精工廠。1916年7月，併購「臺灣赤糖株式會社」，取得了中彰投地區的集集、社口、土牛、社藔改良糖廍及嘉義地區的白芒埔、轆仔腳、鹿蔴產、大坵園等8處改良糖廍。1917年9月，裁撤斗六赤糖工場；同年11月，在集集工場下新設社仔改良糖廍。1919年11月，將土牛工場賣給帝國製糖株式會社。1920年6月，裁撤嘉義地區的鹽館、白芒埔、轆仔腳、鹿蔴產、大坵園糖廍，將其原料區域劃歸南靖工場。
1920年10月，併購「大正製糖株式會社」，資本額增加至1,255萬圓，並在1920年3月增資至3,400萬圓。1921年1月，原本預計在五里牌設立的糖廍計畫取消，原料採取區域併入月眉工場；同年7月，合併「臺中製糖株式會社」，資本額增加至3,625萬圓，而臺中製糖當時位在烏日庄的製糖工場還在興建中，並在1922年完工開始製糖，社口改良糖廍則廢止併入烏日工場；同年7月，及集集、社仔改良糖廍廢止。1922年8月，月眉工場的壓榨能力擴建為750噸。1923年12月，東洋製糖取得了「大安製糖株式會社」的大安改良糖廍（60噸）。1924年1月，未實現的苑裡改良糖廍計畫取消，其原料區域並入月眉工場；同年8月，收購了「丁臺製糖會社」的改良糖廍(60噸)。1925年2月，北港製糖所擴建至能力1,500噸。1926年3月，大安及丁臺改良糖廍分別併入月眉、烏日工廠。
在1927年因為發生昭和金融恐慌，導致與臺灣銀行關係良好的鈴木商會破產，屬於鈴木系資本的東洋製糖、鹽水港製糖因此受到嚴重影響，而東洋製糖則因此被明治製糖、大日本製糖合併。南靖及烏樹林製糖所於1927年9月被併入明治製糖，其餘則在同年12月被併入大日本製糖。東洋製糖被合併前的資本額有3,625萬圓，在臺灣有6座新式工場，其壓榨能力達5,454噸。其原料採取區域達81,500甲，社有耕地有11,590甲，並設有鐵道216哩。在1920年代，臺灣製糖、鹽水港製糖、東洋製糖是在台灣擁有社有地面積前三大的會社，而東洋製糖在被明治製糖、大日本製糖合併後，大日本製糖一躍成為第三大（9,785甲），明治製糖則是第四大（6,534甲）。

### 沖繩事業經營
1916年10月，東洋製糖併購了合名會社玉置商會位在大東島的大東島製糖所，隨後成立「大東島拓殖合名會社」，並規劃設立新式分蜜糖工場。1918年3月，東洋製糖將大東島拓殖合併，而資本額增至1,230萬圓；同年12月，大東島酒精工場完工，並開始兼營磷礦採集事業。1917年12月，東洋製糖在宮古島的製糖工廠設立申請經許可。1918年2月，八重山產業株式會社的製糖權轉讓給東洋製糖，使東洋製糖開始了在宮古島的製糖事業，但在1919年12月，東洋製糖即將此製糖權轉讓給臺南製糖株式會社。

## 所屬機構
| 名稱         | 位置                     | 能力    | 備註           |
| ------------ | ------------------------ | ------- | -------------- |
| 本社         | 南靖製糖所               |         |                |
| 東京出張所   | 東京市丸之內             |         |                |
| 南靖製糖所   | 臺南州嘉義郡水上庄南靖   | 1,000噸 | 併入明治製糖   |
| 烏樹林製糖所 | 臺南州新營郡後壁庄烏樹林 | 750噸   | 併入明治製糖   |
| 斗六製糖所   | 臺南州斗六郡斗六街大崙   | 500噸   | 併入大日本製糖 |
| 北港製糖所   | 臺南州斗北港郡北港街     | 1,000噸 | 併入大日本製糖 |
| 月眉製糖所   | 臺中州豐原郡內埔庄月眉   | 750噸   | 併入大日本製糖 |
| 烏日製糖所   | 臺中州大屯郡烏日庄       | 450噸   | 併入大日本製糖 |
| 社寮赤糖工場 | 臺中州竹山郡竹山庄社寮   |         | 併入大日本製糖 |
| 大東島製糖所 | 沖繩縣北大東島           | 750噸   | 併入大日本製糖 |

## 鐵路設施
- 后里─大甲間：后里庄、發電所、月眉、四塊厝、磁磘、六份、馬鳴埔、大甲中、大甲
- 斗六─崁頭厝間：斗六、大崙、下湳子、崁頭厝
- 嘉義─北港─烏麻園間：嘉義、北社尾、牛斗山、菜公厝、新巷、板頭厝、北港、水林、萬興、蔡厝、烏麻園[5]